# プロ野球ファミリースタジアム (ゲームアーツ)
『プロ野球ファミリースタジアム ペナントレース版』（プロやきゅうファミリースタジアム ペナントレースばん）は、ナムコ（後のバンダイナムコゲームス）発売のファミコン用ソフト「プロ野球ファミリースタジアム」をゲームアーツが1988年にNECのパーソナルコンピュータ・PC-88VA用に移植・改良した作品である。
本項では、ペナントレース版の続編で1989年発売の『プロ野球ファミリースタジアム '89年度ペナントレース版』および1990年発売のFM TOWNS版『プロ野球ファミリースタジアム '90年度ペナントレース版』についても解説する。これら3タイトルは、大部分をナムコおよび後身のバンダイナムコゲームスが発売している原作のファミスタシリーズに対してゲームアーツ版（ファミスタ）と総称されることがある。

## 概要
ゲームアーツ版はファミコン版をベースとする一方、部分的にPCエンジン版ワールドスタジアムを参考にしているがPCエンジン版より導入されたエラー（落球）が無い点を始めゲームシステムはファミコン版に近い。操作に際してはパッドの使用が可能で、PC-88VA版ではゲームアーツより別売されていた「デュアルジョイポート」を接続することにより2人同時にパッドを使用して対戦することが可能であった。
また、試合中の打者成績が画面下部に表示され、試合終了後には「ゲームアーツスポーツ」（ファミコン版のナムコットスポーツに相当）で試合出場した全選手の打席結果が一覧表示されるようになっていた。

### 登場チーム
球団は日本野球機構（NPB）加盟の12球団をモデルにした球団（レイルウェイズやフーズフーズのような連合チームは存在しない）とナムコスターズ、メジャーリーガーズの他に以下の2球団が登場する。
オールドリームス（Aチーム）
PCエンジン版に登場した同名のチームと、同じくPCエンジン版に登場したオールドスターズの連合チームになっている。また、1作目ではホーネッツ（Hチーム）の代打に「かけうら」、オリエンツ（Oチーム）の先発投手に「みすはら」が「人材流出」している。
ゲームアーツ（Xチーム）
本作のみに登場するチーム。4番でエースの「ごたい」（当時、同社のプロデューサーであったゲームクリエイター・五代響）が万能選手であるのを始め、ナムコスターズのぴのをも凌ぐ超俊足を誇る「しるふぃ」（シルフィード）を中心に足で掻き回す試合展開を得意とする。
『'90年度ペナントレース版』以降では、ナムコスターズ、ゲームアーツ、オールドリームス、メジャーリーガーズの4チームを自由にエディットすることが可能になっている。

### 球場選択
第1作では2種類、'89年度ペナントレース版以降では4種類の球場が選択可能になっている。
ドーム球場
東京ドームがモデルのドーム球場。PCエンジン版のような、屋根に飛球が当たる（そのまま捕球した場合はアウト）といった演出は無い。
青空球場
内外野とも人工芝のオーソドックスなグラウンド。広さは ドーム球場と変わらない。また、この球場を使用する場合は常にデーゲームである点や風の要素が無いためドーム球場を選択した場合と試合展開の変化が特に無い点も特徴。場外には田園が広がっている。
河原球場
『'89年度ペナントレース版』より登場。『プロ野球ファミリースタジアム'88』以降に登場している河川敷球場をベースにした球場で、グラウンドが狭いため他球場のポップフライでもホームランになってしまう。青空球場と同様、この球場での試合は常にデーゲームである。
USA球場
『'89年度ペナントレース版』より登場。内外野とも天然芝で、広大なグラウンドの球場。青空球場と同様、この球場での試合は常にデーゲームである。